# John Thompson (cestista 1966)
John Robert Thompson III (Boston, 11 marzo 1966) è un allenatore di pallacanestro statunitense.

## Biografia
È il figlio dell'ex cestista e allenatore John Thompson.